# Fidena mirabilis
Fidena mirabilis är en tvåvingeart som beskrevs av Lutz 1911. Fidena mirabilis ingår i släktet Fidena och familjen bromsar. Inga underarter finns listade i Catalogue of Life.